# Rimsko-epirski rat
Rimsko-epirski rat vodio se pet godina u razdoblju od 280. – 275. prije Krista koji se vodio za prevlast u pokrajini Velikoj Grčkoj. Rim je pobjedom u ovom ratu postao jaka vojna sila koja će zbog toga doći u sukob s dojučerašnjim saveznicima Kartagom. Ovaj je rat poznat i po Pirovoj pobjedi, pobjedi uz velike gubitke koje je Pir ostvario u bitci kod Askula, a poslije bitke je izrekao riječi kojima će ući u povijest "Još jedna ovakva pobjeda i izgubio sam." Ovi su ratova svojevrsna uvertira za Punske ratove. Treba spomenuti da ovaj rat uključuje kompliciranu politiku i sukobe između grčkih i talijanskih saveznika.

## Pirov ulazak u rat
278. pr. Kr. Pir je dobio dvije ponude. Prva je bila od Makedonaca, koji su tada ratovali s Keltima, da postane makedonski kralj. Druga ponuda je bila da pomogne Grcima na Siciliji u ratu s Kartagom. Pir se odlučio za Siciliju. Pir se upliće u političke sukobe na Siciliji gdje uvelike smanjuje utjecaj Kartažana.

## Tarant traži pomoć
Ovaj rat započinje kao manji sukob između Rima i grada Taranta zbog agresivnog ponašanja rimskog konzula.
Sukob se relevantno smirio, ali opet se stvara zbog sukoba Taranta s gradom Turijem. Grad Turi u pomoć zove Rimljane 282. pr. Kr. Rimljani šalju flotu u Tarantski zaljev čime krši dugogodišnji sporazum s Tarantom (ne uključujući sukob oko konzula) 
koji je glasio da Rimljani ne smiju ulaziti u tarantske vode. Razljućeni tim potezom, koji smatraju povredom svog prava, tarantska mornarica potapa par rimskih brodova. Rimljani su srditi na taj potez, ali pokušavaju diplomatskim putem izbjeći oružani sukob. Tarant na to ne pristaje, pa mu Rim objavljuje rat. Kako je već gore spomenuto, Tarant traži pomoć od epirskog kralja Pira, na što on pristaje.

## Početak rata
Epirski kralj Pir se iskrcava u Italiji 280. pr. Kr. s 25.000 vojnika i dvadeset ratnih slonova. Rimsku vojsku od 50.000 vojnika predvodi Publije Valerije Levin. Rimska vojska odlazi u Lukaniju. Ondje se vojske prvi put sukobljavaju u bitci kod Herakleje. U toj bitci Pir pobeđuje, ali ranjeni slonovi su izazvali paniku drugih i time upropastili pobjedu. Poginulih je bilo između 7.000 i 15.000 s rimske strane, te 4.000 do 13.000 s grčke strane.
Bitka je bila ključna za stabilnost Rimske republike. Pir je očekivao pobunu talijanskih plemena protiv Rima i pridruživanje njemu. Međutim Rimljani su stabilizirali područje i Grci su dobili jako malo saveznika.

## Pirova pobjeda kod Askula
Druga bitka između grčkih i talijanskih saveznika odigrala se kod Askula 279. pr. Kr. Bitka se odigravala u šumovitim brdima Apulije gdje su Rimljani pokušali terenom neutralizirati falange i bojne slonove. Bitka se vodila dva dana. U prvom danu zbog terena do izražaja nije došla makedonska falanga ni konjica ni slonovi. Rimljani čak dolaze do Pirova logora, ali ih Pir tjera konjicom. Pada mrak i obje se vojske povlače u svoje logore. Drugog dana bitke Pir je uranio i zauzeo onaj teren koji mu je prethodni dan pravio velike probleme. Rimljani su bili prisiljeni na sukob "prsa o prsa" na otvorenom prostoru. Tu su rimske legije i Pirove falange vodile ravnopravnu, krvavu bitku. Ponovno su Rimljani poraženi zahvaljujući slonovima, a Pir im zadaje konačni udarac te rimska vojska bježi u svoj logor. Međutim, ova pobjeda je bila gorkog okusa jer je Pir izgubio mnogo časnika i vojnika pa je rekao svoju poznatu rečenicu ako još jednom ovako pobjedi, da će izgubiti rat.

## Rimsko-kartažanski savez
Ponukan bitkama u kojima je izgubio mnogo vojnika, Pir Rimljanima nudi mir. Rimljani to odbijaju dok se god Pir nalazi na talijanskom tlu. Najviše utjecaja na tu odluku Rima imao je Apije Klaudije, političar za kojeg je izgrađena Via Appia. On je nagovorio Senat da odbije mir jer je to očito posljednji Pirov pokušaj da grad Tarant spasi od propadanja.
Kako su Rimljani odbili ponuđeni mir, Pir se okreće Kartagi i nudi joj savezništvo protiv Rima. Kartažani su odlučili da je u tom trenutku Pir veća opasnost i odbijaju taj sporazum. Šalju veleposlanike u Rim kako bi Rimljanima ponudili savezništvo. Rimljani pristaju i stvara se Rimsko-kartažanska koalicija. Ovom su si odlukom Kartažani potpisali smrtnu presudu jer će u kasnijem razdoblju doći do Punskih ratova u kojima je Kartaga razorena upravo od strane Rimljana.

## Rat na Siciliji
Piru pomoć nude stariji vojnici od Agotoklea. Pir prihvaća pomoć, ali se Kampanija i većina južnih pokrajina ne pridružuju Piru, dok su mu Etruščani samo kratko vrijeme bili saveznici. Poslije dvije spomenute bitke u kojima je pobijedio, ali izgubio mnogo vojnika Pir se okreće Siciliji da pomogne Grcima u ratu s Kartagom.
Kartažani opsjedaju Sirakuzu, Pirovu bazu, ali ih Pir odbija i osvaja Panormo i vrlo važnu utvrdu Eriks. Kartaga nudi Piru cijelu Siciliju, osim grada Marsale koji im je bio važan za kontroliranje Sardinije. Pir odbija tu ponudu i nastavlja rat, no njegovi su gubici i tu veliki. U međuvremenu RImljani sve više pritišću Tarant pa se Pir vraća na talijansko tlo.

## Bitka kod Beneventa
Nakon rata na Siciliji, Pir se 275. pr. Kr. vraća u Italiju. Pokraj grada Malaventa poražen je od Rimljana, iako je u početku ta bitka smatrana neodlučenom. Rimljani grad preimenuju u Benevent (lat. Malo-loše, Bene-dobro).
Pir se povlači u Tarant, a iz njega se vraća u Epir. U ovom ratu Pir je izgubio dvije trećine svoje vojske, a od toga nije bilo nikakvog rezultata. Rimljani su iz ovoga dobili ogromno vojno iskustvo gdje su se naučili boriti sa slonovima i falangama. Ovo im je pomoglo jer su u kasnijim ratovima s Kartagom i Hanibalom ponovno suočili sa slonovima.
Tri godine nakon Pirova odlaska Tarant se predao, ali je zadržao automan položaj rimskog saveznika.

## Posljedice rata
Pobjeda nad Pirom značajno je osnažila Rim. Rimljani su porazili grčku vojsku temeljenu na falangi Aleksandra Velikog koju je vodio najveći vojskovođa tog vremena Pir. Poslije ove pobjede počinje Rimska dominacija na Sredozemlju. Poslije ovih događaja helenestički Egipat, pod vodstvom Ptolomejevića ozvara stalnu ambasadu u Rimu 273. pr. Kr. Rimljani šire svoje kolonije na jugu, a osvajanje Apeninskog poluotoka završeno je padom zadnjeg etrurskog grada Volsinija.